# Mónica Miranda
Mónica Miranda (Madrid, 1985) è un'attrice e ballerina spagnola, nota per aver interpretato il ruolo di Olga nella soap Un altro domani (Dos vidas).

## Biografia
Mónica Miranda è nata nel 1985 a Madrid (Spagna), e oltre alla recitazione si occupa anche di teatro.

## Carriera
Mónica Miranda nel 2006 e nel 2007 ha frequentato la scuola Metropolita e la scuola teatrale di destinazione. Nel 2007 e nel 2008 ha frequentato la scuola William Layton. Dal 2008 al 2012 ha studiato arte drammatica, nella facoltà di interpretazione testuale presso la scuola reale d'arte drammatica (RESAD) e dove al termine ha ottenuto la laurea. Ha seguito corsi di interpretazione davanti alla telecamera con vari insegnanti come: Amado Cruz (nel 2017),  Andres Cuenca (nel 2017), Begoña Alvarez (nel 2017), Alvaro Haro (nel 2017), Manuela Burlo (nel 2017), Eva Leira e Yolanda Serrano (nel 2016 e nel 2017), Rosa Estevez (nel 2016), Alvaro Haro (nel 2013), Tonucha Vidal (nel 2013) e Inma Torrente (nel 2007). Nel 2016 ha seguito un corso intensivo di interpretariato con José Carlos Plaza presso il centro Actua. L'anno successivo, nel 2017, ha seguito lezioni presso il laboratorio di drammaturgia con María Velasco.
Ha recitato in vari film come nel 2001 in South West 9, nel 2013 in Concierto para Arañas, nel 2014 in Neuroworld, nel 2015 in Chicas paranoicas, nel 2018 in Tutti lo sanno (Todos lo saben) e nel 2019 in Lo dejo cuando quiera. Oltre ad aver recitato nei film, ha anche preso parte a vari cortometraggi come nel 2003 in Coral e in Sin Aurora, nel 2004 in Mía y tu voz, nel 2005 in Siempre quise trabajar en una fábrica, nel 2006 in Turno de noche, nel 2007 in Esto no es lo que parece, in Historia de un encuentro, in Mal nacida e in Física y química, nel 2008 in Las gafas, nel 2009 in Zombies & Cigarettes, nel 2010 in Nekya, nel 2011 in Horas bajas, nel 2013 in The Duel of Fates e in Accel, nel 2014 in Pantallas de cartón, nel 2016 in Ábaco, in Nerón e in Alba, nel 2017 in Run Runner Run e nel 2018 in Álex y Julia. Ha anche recitato in varie serie televisive come nel 2000 in Tripulantes, nel 2007 in Hay que viviri, nel 2009 in U.C.O., nel 2011 in Cuéntame cómo pasó, nel 2013 in Aída, nel 2015 in Centro médico, nel 2019 in La que se avecina, nel 2020 in ByAnaMilán e nel 2022 ne Le ragazze dell'ultimo banco (Las de la última fila). Nel 2007 ha recitato nel film televisivo Aprendiendo a vivir diretto da Jose María Caro. Ha anche recitato in soap opere come nel 2016 in Per sempre (Amar es para siempre) e nel 2021 in Un altro domani (Dos vidas).

## Filmografia

### Cinema
- South West 9, regia di Richard Parry (2001)
- Concierto para Arañas, regia di Elena Sala e Aarón Rodriguez Serrano (2013)
- Neuroworld, regia di Borja Crespo (2014)
- Chicas paranoicas, regia di Pedro del Santo (2015)
- Tutti lo sanno (Todos lo saben), regia di Asghar Farhadi (2018)
- Lo dejo cuando quiera, regia di Carlos Therón (2019)

### Televisione
- Tripulantes – serie TV (2000)
- Aprendiendo a vivir, regia di Jose María Caro – film TV (2007)
- Hay que vivir – serie TV (2007)
- U.C.O. – serie TV (2009)
- Cuéntame cómo pasó – serie TV (2011)
- Aída – serie TV (2013)
- Centro médico – serie TV (2015)
- Per sempre (Amar es para siempre) – soap opera (2016)
- La que se avecina – serie TV (2019)
- ByAnaMilán – serie TV (2020)
- Un altro domani (Dos vidas) – soap opera (2021)
- Le ragazze dell'ultimo banco (Las de la última fila) – serie TV (2022)

### Cortometraggi
- Coral, regia di Rafael Salazar (2003)
- Sin Aurora, regia di Rubén Bautista (2003)
- Mía y tu voz, regia di Rubén Bautista (2004)
- Siempre quise trabajar en una fábrica, regia di Esteban Crespo (2005)
- Turno de noche, regia di Alejandra Baquero (2006)
- Esto no es lo que parece, regia di Jorge Vidal (2007)
- Historia de un encuentro, regia di Paola Chan Ruiz (2007)
- Mal nacida, regia di Rubén Bautista (2007)
- Física y química, regia di Manuel Dañino (2007)
- Las gafas, regia di Antonio Tejedo (2008)
- Zombies & Cigarettes, regia di Rafa Martínez e Iñaki San Román (2009)
- Nekya, regia di Lucía Ruiz Assin (2010)
- Horas bajas, regia di Nerea Ballesteros (2011)
- The Duel of Fates, regia di Eric N. Thomas (2013)
- Accel, regia di Antonio Prado Lorenzo (2013)
- Pantallas de cartón, regia di Eduardo Garteizgogeascoa Suñer (2014)
- Ábaco, regia di Max Larruy (2016)
- Nerón, regia di Rubin Stein (2016)
- Alba, regia di Santiago Sánchez (2016)
- Run Runner Run, regia di Karim Shaker (2017)
- Álex y Julia, regia di Dani de la Torre (2018)

## Teatro
- Los grises, diretto da Gema Segura (2003)
- Hurly -Burly, diretto da Ginés Navarro (2004)
- Loft no es amor, diretto da Cesar Lucendo (2006-2007)
- Un muerto, diretto da Diego Domínguez (2010)
- A solas con Marilyn, diretto da Javier Vázquez (2010-2012)
- Jadea, diretto da Javier Vázquez (2011)
- Trabajos de amor perdidos, diretto da Javier Vázquez (2011)
- El beso en el asfalto, diretto da Carlos Silveira e Mariano Gracia (2012)
- Bonita pero ordinaria, diretto da Carlos Silveira e Mariano Gracia (2012)
- El Muro, prodotto da Rodrigo-BB Productions (2012)
- Disidente, claro, diretto da Beatriz Sainz e Micaela Cillóniz (2013)
- El origen de las cobayas, diretto da Carlos Silveira (2013)
- Trinidad, diretto da Nacho Sevilla (2014-2015)
- ¿Qué hisiste abusadora?, diretto da María Miranda e Javi V (2014-2015)
- Sunshine, diretto da Carlos Silveira (2014-2015)
- Lavar y cortar, diretto da Javi V e María Miranda (2015)
- CeniTcenita, diretto da Alejandro Az e Javi V (2015)
- El turbio caso de Miranda T., diretto da Roberto Terán (2015-2017)
- Desamor Eterno, diretto da Alejandro Az e Javi V (2016)
- Jose-Luis, diretto da Virginia Rodríguez (2016-2017)
- Hasta que el apocalipsis nos separe, diretto da David LLorente (2017)
- Mi gato nunca me comería, diretto da José Carralero (2017)
- Chicas del Montoff, diretto da Roberto Terán (2017)
- Nosotras, diretto da Mónica Miranda (2017)